# Jacob Hendrik van Rechteren van Appeltern
Jacob Hendrik graaf van Rechteren van Appeltern (Appeltern, 27 november 1787 – Spoolde, 9 juli 1845) was een Nederlands politicus.
Hij was een zoon van Rudolf Christiaan van Rechteren (1749-1812), heer van Westerveld, Woudenberg, Gerestein en Tull en 't Waal en Anna Elisabeth (Betje) (1767-1839), vrouwe van Appeltern (1788), Ahnem en Wittenstein en erfdochter van Joan Derk van der Capellen tot den Pol (1741-1784). In 1788 werd zijn moeder beleend met de havezate Hagen.
Hij was een liberaal Tweede Kamerlid onder koning Willem I en II. Hij was een telg uit een Gelders geslacht. Hij was een kleinzoon van de patriottenleider Joan Derk van der Capellen. Hij weigerde zich in 1840 als gouverneur van Overijssel te laten wegpromoveren naar Friesland en werd kort daarna Tweede Kamerlid. Hij was een medestander van Thorbecke en in 1844 een van de 'Negenmannen'. Hij was een voorstander van directe verkiezing en Kamerontbinding.
Sebastiaan Hendrik Anemaet ·
Edmond Willem van Dam van Isselt ·
Schelto van Heemstra ·
Jacobus Mattheüs de Kempenaer ·
Lodewijk Caspar Luzac ·
Jacob Hendrik van Rechteren van Appeltern ·
Lambertus Dominicus Storm ·
Johan Rudolph Thorbecke ·
Berend Wichers
- Biografisch Portaal: 29631801
- Digitale Bibliotheek voor de Nederlandse Letteren: rech002
- Gemeinsame Normdatei: 1165912783
- International Standard Name Identifier: 0000 0000 4377 9692
- Library of Congress Control Number: no89020571
- Nederlandse Thesaurus van Auteursnamen: 070416567
- Parlement.com: vg09llr7kxyo
- Virtual International Authority File: 41396765
- WorldCat: E39PBJkMPkFGqHtG4XRxRD4cyd